# Philadelphia International Records
Philadelphia International Records är ett amerikanskt skivbolag grundad 1971 av låtskrivarna och producenterna Kenneth Gamble och Leon Huff i Philadelphia. Skivbolaget var en viktig kraft inom Philadelphia soul-stilens utveckling och under 1970-talet släppte de en rad stora hits, däribland The Three Degrees "When Will I See You Again" 1974, en av Philly soul-erans bäst säljande singlar. Stilen som skivbolaget gav ut blev också en av grundpelarna i utvecklingen av discon. Bland skivbolagets artister märks The O'Jays, Harold Melvin & The Blue Notes (med Teddy Pendergrass, som senare startade en solokarriär), Lou Rawls, The Three Degrees och Billy Paul.